# Liste de jeux Nintendo
Cette page présente une liste de jeux vidéo développés, édités, distribués et/ou manufacturés par Nintendo.
Légende:
- (D) signifie que le jeu a été développé en interne par Nintendo.
- (J) signifie que le jeu n'est sorti qu'au Japon.

## Consoles de salon

### Color TV-Game
1977
- Color TV-Game 6 (D) (J)
- Color TV-Game 15 (D) (J)

1978
- Color TV Game Racing 112 (D) (J)

1979
- Color TV Game Block Kuzushi (D) (J)

1980
- Computer TV Game (D) (J)

### Arcade
1973
- Laser Clay System (D)

1976
- Shooting Trainer (D)
- Wild Gunman (D)
- Sky Hawk (D)

1977
- Battle Shark (D)

1978
- Test Driver (D)
- Computer Othello (version arcade de la Computer TV Game) (D)
- Block Fever (D)

1979
- Space Fever (D)
- SF-HiSplitter (D)
- Space Launcher (D)
- Sheriff (D)
- Monkey Magic (D)

1980
- HeliFire (D)
- Space Fire Bird (D)
- Radar Scope (D)

1981
- Donkey Kong (D)
- Sky Skipper (D)

1982
- Donkey Kong Jr. (D)
- Popeye (D)

1983
- Mario Bros. (D)
- Donkey Kong 3 (D)
- Punch-Out!! (D)

1984
- Super Punch-Out!! (D)

1985
- Arm Wrestling (D)

1994
- Killer Instinct (copublié avec Rareware et Midway)
- Cruis'n USA (copublié avec Midway)

1996
- Killer Instinct 2 (copublié avec Rareware et Midway)
- Cruis'n World (copublié avec Midway)

1999
- Cruis'n Exotica (copublié avec Midway)

2003
- F-Zero AX (copublié avec Sega)

2005
- Mario Kart Arcade GP (copublié avec Namco)

2007
- Mario Kart Arcade GP 2 (copublié avec Namco)

2013
- Mario Kart Arcade GP DX (copublié avec Namco)

### Vs. System
- Vs. Atari R.B.I. Baseball
- Vs. Babel no Tō
- Vs. Balloon Fight
- Vs. Baseball
- Vs. Battle City
- Vs. Castlevania
- Vs. Clu Clu Land
- Vs. Dr. Mario
- Vs. Duck Hunt
- Vs. Excitebike
- Vs. Family Boxing
- Vs. Family Stadium '87
- Vs. Family Stadium '88
- Vs. Family Tennis
- Vs. Freedom Force
- Vs. Gradius
- Vs. Golf
- Vs. Gumshoe
- Vs. Hogan's Alley
- Vs. Ice Climber
- Vs. Ice Climber Dual
- Vs. Mach Rider
- Vs. Madoula no Tsubasa
- Vs. Mahjong
- Vs. Mighty Bomb Jack
- Vs. Ninja Jajamaru Kun
- Vs. Pinball
- Vs. Platoon
- Vs. Pro Yakyū Family Stadium
- Vs. Quest of Ki
- Vs. Raid on Bungeling Bay
- Vs. Skate Kids
- Vs. Slalom
- Vs. Soccer
- Vs. Star Luster
- Vs. Stroke & Match Golf (Ladies)
- Vs. Stroke & Match Golf (Men)
- Vs. Super Chinese
- Vs. Super Mario Bros.
- Vs. Super SkyKid
- Vs. Super Xevious
- Vs. Tennis
- Vs. Tetris
- Vs. The Goonies
- Vs. TKO Boxing
- Vs. Top Gun
- Vs. Trojan
- Vs. Urban Champion
- Vs. Volleyball
- Vs. Walkure no Bouken
- Vs. Wrecking Crew
- Vs. Wild Gunman
- Vs. Xevious

### Famicom/Nintendo Entertainment System
| 1983 - Donkey Kong (D) - Donkey Kong Jr. (D) - Popeye (D) - Mahjong (D) (J) - Gomoku Narabe (D) (J) - Mario Bros. (D) - Popeye no Eigo Asobi (D) (J) - Baseball (D) - Donkey Kong Jr. Math (également connu sous le nom Donkey Kong Jr. no Sansuu Asobi) (D) 1984 - Tennis (D) - Pinball (D) - Wild Gunman (D) - Duck Hunt (D) - Golf (D) - Ice Climber (D) - Hogan's Alley (D) - Family BASIC (D) (J) - Donkey Kong 3 (D) - Devil World (sorti seulement au Japon et en Europe) (D) - F-1 Race (D) - 4 Nin Uchi Mahjong (Nintendo/Hudson Soft) - Urban Champion (D) - Clu Clu Land (D) - Excitebike (D) 1985 - Super Mario Bros. (D) - Ice Climber (D) - Family Basic V3 (D) (J) - Soccer (D) - Wrecking Crew (D) - Kung Fu (également connu sous le nom Spartan X) (D) - Stack-Up (également connu sous le nom Block Set en Amérique du Nord et Robot Block au Japon) (D) - Gyromite (également connu sous le nom Robot Gyro en Amérique du Nord et Gyro Set au Japon) (D) - Balloon Fight (D) - Mach Rider (D) 1986 - Gumshoe - The Legend of Zelda (également connu sous le nom Zelda no Densetsu: The Hyrule Fantasy) (D) - Nazo no Murasamejou (D) (J) - Super Mario Bros. 2 (également connu sous le nom Super Mario Bros.: The Lost Levels) (D) (J) - Volleyball (D) - Metroid (D) - Pro Wrestling (également connu sous le nom Puroresu) (D) - Kid Icarus (également connu sous le nom Hikari Shinwa: Palutena no Kagami) (D) 1987 - Zelda II: The Adventure of Link (également connu sous le nom The Legend of Zelda 2: Link no Bouken) (D) - Golf Japan Course (D) - Smash Ping Pong (Nintendo/Konami) - Golf US Course (D) - Yume Kōjō: Doki Doki Panic (Nintendo/Fuji TV) - (ressorti en Occident sous le nom Super Mario Bros. 2) (J) - Shin Onigashima (D) (J) - Famicom Grand Prix: F1 Race (D) - Mike Tyson's Punch-Out!! (D) - Nakayama Miho no Tokimeki High School (D) (J) - Ginga no Sannin (D) (J) - Slalom (seulement publié avec Rare) - Rad Racer (seulement publié avec Square) - R.C. Pro-Am (D) | 1988 - Ice Hockey (D) - Famicom Grand Prix II: 3D Hot Rally (D) - Famicom Tantei Club: Kieta Koukeisha (D) (J) - Famicom Wars (D) (J) - Super Mario Bros. 2 (aussi connu sous le nom Super Mario USA au Japon) (D) - Super Mario Bros. 3 (D) - Donkey Kong Classics (D) - VS. Excitebike (D) (J) - World Class Track Meet (seulement publié) - Anticipation (seulement publié) - Super Team Games (seulement publié) 1989 - Famicom Tantei Club Part II: Ushiro ni Tatsu Shōjo (D) (J) - Mother (D) (J) - Yuu Yuu Ki (D) (J) - Tetris (seulement publié) - To the Earth - Short Order and Eggsplode - Dance Aerobics (seulement publié) - Cobra Triangle (seulement publié) - Dragon Warrior (seulement publié avec Enix) - Faxanadu (seulement publié) 1990 - Fire Emblem: Shadow Dragon & the Blade of Light (D) (J) - Knight Move (D) - Dr. Mario (D) - Backgammon (D) - Barker Bill's Trick Shooting (D) - NES Play Action Football (D) - Star Tropics (D) - Super Spike V'Ball (seulement publié) - Pin Bot (seulement publié) - Final Fantasy (seulement publié avec Square) - Snake Rattle 'n' Roll (seulement publié/Rareware) - Nintendo World Cup (seulement publié) 1991 - Shin 4 Nin Uchi Mahjong: Yakuman Tengoku (J) - Time Twist: Rekishi no Katasume de... (J) - NES Open Tournament Golf (D) - Mario and Yoshi (également connu sous le nom Yoshi no Tamago au Japon et Yoshi en Amérique du Nord) (D) 1992 - Fire Emblem Gaiden (D) (J) - Yoshi's Cookie (D) 1993 - Kirby's Adventure (également connu sous le nom Hoshi no Kirby au Japon) (D) - Joy Mecha Fight (D) - Tetris 2 (également connu sous le nom Tetris Flash au Japon) (D) 1994 - Zoda's Revenge: Star Tropics 2 (D) - Wario's Woods (également connu sous le nom Wario no Mori au Japon) (D) - Mega Man 6 (seulement publié avec Capcom) |

### Super Nintendo Entertainment System
| 1990 - F-Zero (D) - Pilotwings (D) - Super Mario World 1991 - Sim City (version SNES développée par EAD) - The Legend of Zelda: A Link to the Past (D) - Super Tennis (seulement publié) 1992 - Mario Paint (D) - Super Mario Kart (D) - Super Scope 6 (D) - Battle Clash (D) - Super Play Action Football (D) - NCAA Basketball (seulement publié) 1993 - Star Fox (StarWing en Europe) (D) - Super Mario All-Stars (D) - Yoshi's Safari (D) - Mario and Wario (D) (J) - Vegas Stakes - Metal Combat: Falcon's Revenge - NHL Stanley Cup 1994 - Fire Emblem: Mystery of the Emblem (D) (J) - Super Metroid - Stunt Race FX (également connu sous le nom Wild Trax) - EarthBound (également connu sous le nom Mother 2: Gyiyg no Gyakushuu au Japon) - Kirby's Dream Course (également connu sous le nom Kirby Bowl) (D) - Donkey Kong Country (également connu sous le nom Super Donkey Kong au Japon, développé par Rareware) - Major League Baseball - Super Punch-Out!! (D) - Tin Star - Tetris and Dr. Mario (D) - Uniracers (Unirally en Europe) (développé par DMA Design) - Wario's Woods (D) - Illusion of Time (seulement publié avec Enix) | 1995 - Super Mario World 2: Yoshi's Island (D) - Mario's Super Picross (J) - Panel de Pon (J) - Donkey Kong Country 2: Diddy's Kong Quest (développé par Rareware) - Kirby's Avalanche (D) - Killer Instinct (développé par Rareware) 1996 - Super Mario RPG: Legend of the Seven Stars (développé par Square) - Kirby Super Star (D) - Fire Emblem: Genealogy of the Holy War (D) (J) - Marvelous: Mohitotsu no Takarajima (D) (J) - Donkey Kong Country 3: Dixie Kong's Double Trouble! (développé par Rareware) - Ken Griffey Jr.'s Winning Run (développé par Rareware) - Tetris Attack - Street Fighter Alpha 2 (seulement publié) - Maui Mallard in Cold Shadow (seulement publié) - Pinocchio (seulement publié) 1997 - Kirby's Dream Land 3 (D) - Itoi Shigesato no Bass Tsuri No.1 - Space Invaders (seulement publié) - Sutte Hakkun 1998 - Heisei Shin Oni Ga Shima - Wrecking Crew '98 (D) (J) - Mini 4WD: Lets and Go! Power WGP2 1999 - Kirby no Kirakira Kizzu (D) (J) - Power Soukoban - Fire Emblem: Thracia 776 (D) (J) 2000 - Metal Slader Glory (J) Super NES Mini - Starfox 2 - (sorti en 2017 sur Super NES Mini) |

### Nintendo 64
- 1080° Snowboarding (1998) (D)
- Animal Crossing (2001) (J)
- Banjo-Kazooie (1998)
- Banjo-Tooie (2000)
- Blast Corps (1997)
- Bomberman 64 (1997)
- Bomberman Hero (1998)
- Conker's Bad Fur Day (2001)
- Custom Robo (1999) (J)
- Custom Robo V2 (2000) (J)
- Diddy Kong Racing (1997)
- Donkey Kong 64 (1999)
- Dr. Mario 64 (2001) (D)
- Excitebike 64 (2000)
- Fuuraibou no Siren Shiro 2: Oni Shuuful! (J)
- F-Zero X (1998)
- F-Zero X Expansion Kit (2000) (J)
- F-1 World Grand Prix (1998) (édité par Nintendo au Japon et USA)
- Glover (1998) (édité par Nintendo en Europe et Australie)
- GoldenEye 007 (1997)
- Hey You, Pikachu! (1998)
- Itoi Shigesato Bass Tsuri no 1 Ketteihan (J)
- Killer Instinct Gold (1996)
- Kirby 64: The Crystal Shards (2000)
- Kyojin no Doshin (1999) (J)
- Kyojin no Doshin 2 (J)
- Lylat Wars (1997)
- The Legend of Zelda: Majora's Mask (2000) (D)
- The Legend of Zelda: Ocarina of Time (1998) (D)
- Mario Artist (1999)  (J)
- Mario Golf (1999)
- Mario Kart 64 (1996)
- Mario Party (1998)
- Mario Party 2 (1999)
- Mario Party 3 (2000)
- Mario Tennis (2000)
- Mischief Makers (1997) (développé par Treasure Co. Ltd)
- Mission impossible (1997)
- Ogre Battle 64 (1999) (J)
- Paper Mario (2000)
- Perfect Dark (2000)
- Pilotwings 64 (1996)
- Pokémon Puzzle League (2000)
- Pokémon Snap (1999)
- Pocket Monsters Stadium (1998) (J)
- Pokémon Stadium (1999) (Pokémon Stadium 2 au Japon)
- Pokémon Stadium 2 (2000) (Pokémon Stadium GS au Japon)
- Ridge Racer 64 (2000)
- SimCity 64 (2000) (J)
- Sin and Punishment: Successor of the Earth (2000) (J) (développé par Treasure Co. Ltd)
- Super Mario 64 (1996) (D)
- Super Smash Bros. (1999)
- Top Gear Rally (1997)
- Wave Race 64 (1996) (D)
- Yoshi's Story (1997)

### GameCube
- 1080° Avalanche (2003) (D)
- Animal Crossing (2001) (D)
- Baten Kaitos Origins (2006)
- Battalion Wars (2005)
- Chibi-Robo! (2005)
- Custom Robo (2004)
- Dancing Stage Mario Mix (2005)
- Disney's Magical Mirror Starring Mickey Mouse (2002)
- Donkey Konga (2003)
- Donkey Konga 2 (2004)
- Donkey Konga 3 (2005) (J)
- Donkey Kong Jungle Beat (2004) (D)
- Doshin the Giant (2002)
- Eternal Darkness: Sanity's Requiem (2002)
- Eye Shield 21 (J)
- F-Zero GX (2003)
- Final Fantasy Crystal Chronicles (2003)
- Fire Emblem: Path of Radiance (2005) (D)
- Geist (2005)
- GiFTPiA (J)
- Kirby Air Ride (2003)
- The Legend of Zelda: Collector's Edition (2003) (D)
- The Legend of Zelda: Four Swords Adventures (2004) (D)
- The Legend of Zelda: Ocarina of Time Master Quest (D)
- The Legend of Zelda: The Wind Waker (2002) (D)
- The Legend of Zelda: Twilight Princess (2006) (D)
- Luigi's Mansion (2001) (D)
- Mario Golf: Toadstool Tour (2003)
- Mario Kart: Double Dash!! (2003) (D)
- Mario Party 4 (2002)
- Mario Party 5 (2003)
- Mario Party 6 (2004)
- Mario Party 7 (2005)
- Mario Power Tennis (2004)
- Mario Superstar Baseball (2005)
- Metroid Prime (2002) (D)
- Metroid Prime 2: Echoes (2004) (D)
- NBA Courtside 2002
- Nintendo Puzzle Collection (2003) (J) (D)
- Odama (2006)
- Paper Mario : La Porte millénaire (2004) (D)
- Pikmin (2001) (D)
- Pikmin 2 (2004) (D)
- Pokémon Box: Rubis et Saphir
- Pokémon Channel (2003)
- Pokémon Colosseum (2003)
- Pokémon XD : Le Souffle des Ténèbres (2005)
- Star Fox Adventures (2002)
- Star Fox: Assault (2005)
- Super Mario Strikers (2005)
- Super Mario Sunshine (2002) (D)
- Super Smash Bros. Melee (2001)
- Wario World (2003)
- WarioWare, Inc.: Mega Party Game$ (2003) (D)
- Wave Race: Blue Storm (2001) (D)

### Wii
- Animal Crossing: Let's Go to the City (2008) (D)
- Another Code : R - Les Portes de la mémoire (2009) (développé par Cing)
- Battalion Wars 2 (2007) (développé par Kuju Entertainment)
- Beat the Beat: Rhythm Paradise (2011)
- Captain Rainbow (2008) (J)
- Cérébrale Académie Wii (2007) (D)
- Disaster: Day of Crisis (2008) (développé par Monolith Soft)
- Donkey Kong Jet Race (2007) (D)
- Donkey Kong Jungle Beat (2008) (D)
- Donkey Kong Country Returns (2010) (développé par Retro Studios)
- Dr. Mario et Bactéricide (2008)
- Endless Ocean (2007) (développé par Arika)
- Endless Ocean 2 : Aventuriers des fonds marins (2009) (développé par Arika)
- Excite Truck (2006) (développé par Monster Games)
- Excitebots: Trick Racing (2009)
- Excitebike: World Rally (2009)
- Eyeshield 21 (J)
- Fire Emblem: Radiant Dawn (2007) (D)
- Go Vacation (2011)
- Kirby : Au fil de l'aventure (2010) (développé par Good-Feel)
- Kirby's Adventure Wii (2011) (D)
- Kirby's Dream Collection: Special Edition (2012) (D)
- Link's Crossbow Training (2007) (D)
- Mario et Sonic aux Jeux olympiques (2007)
- Mario et Sonic aux Jeux olympiques d'hiver (2009)
- Mario et Sonic aux Jeux olympiques de Londres 2012 (2011)
- Mario Kart Wii (2008) (D)
- Mario Party 8 (2007) (développé par Hudson Soft)
- Mario Party 9 (2012) (D)
- Mario Power Tennis (2009) (D)
- Mario Sports Mix (2010) (développé par Square Enix)
- Mario Strikers Charged Football (2007) (développé par Next Level Games)
- Mario Super Sluggers (2008) (D)
- Metroid Prime 3: Corruption (2007) (développé par Retro Studios)
- Metroid Prime Trilogy (2009)
- Metroid: Other M (2010) (D)
- New Super Mario Bros. Wii (2009) (D)
- Pikmin (2008) (D)
- Pikmin 2 (2009) (D)
- Pandora's Tower (2011) (développé par Ganbarion)
- Pokémon Battle Revolution (2006) (développé par Genius Sonority)
- Pokémon : Donjon Mystère WiiWare (2009)
- Pokémon Rumble (2009)
- PokéPark Wii : La Grande Aventure de Pikachu (2009) (D)
- PokéPark 2 : Le Monde des vœux (2011)
- Punch-Out!! (2009) (D)
- Sin and Punishment: Successor of the Skies (2010) (développé par Treasure)
- Super Mario Galaxy (2007) (D)
- Super Mario Galaxy 2 (2010) (D)
- Super Paper Mario (2007) (D)
- Super Smash Bros. Brawl (2008) (développé par Sora Ltd. et Game Arts)
- The Last Story (2011) (développé par Mistwalker) (J)
- The Legend of Zelda: Skyward Sword (2011) (D)
- The Legend of Zelda: Twilight Princess (2006) (D)
- Trauma Center: New Blood (2007) (D)
- Trauma Center: Second Opinion (2006) (D)
- Wario Land: The Shake Dimension (2008) (développé par Good-Feel)
- WarioWare: Smooth Moves (2006) (D)
- Wii Echecs (2008) (D)
- Wii Fit (2007) (D)
- Wii Fit Plus (2009) (D)
- Wii Music (2008) (D)
- Wii Party (2010) (D)
- Wii Play (2006) (D)
- Wii Sports (2006) (D)
- Wii Sports Resort (2009) (D)
- Xenoblade Chronicles (2010) (développé par Monolith Soft)

### Wii U
- Animal Crossing: Amiibo Festival (2015)
- Art Academy SketchPad
- Bayonetta (2014)
- Bayonetta 2 (2014)
- Captain Toad: Treasure Tracker (2014) (D)
- Devil's Third (2015)
- Donkey Kong Country: Tropical Freeze (2014)
- Dr. Luigi (2013)
- Game and Wario (2013) (D)
- Hyrule Warriors (2014)
- Kirby et le Pinceau arc-en-ciel (2015)
- Lego City Undercover (2013)
- Mario et Sonic aux Jeux olympiques d'hiver de Sotchi 2014 (2013)
- Mario et Sonic aux Jeux olympiques de Rio 2016 (2016)
- Mario Kart 8 (2014)
- Mario Party 10 (2015) (D)
- Mario Tennis: Ultra Smash (2015)
- Mario vs. Donkey Kong: Tipping Stars (2015)
- NES Remix (2013)
- NES Remix 2 (2014)
- New Super Mario Bros. U (2012) (D)
- New Super Luigi U (2013) (D)
- Nintendo Land (2012) (D)
- Paper Mario: Color Splash (2016)
- Pokémon Rumble U (2013)
- Pokkén Tournament (2016)
- Project Zero : La Prêtresse des Eaux Noires (2014)
- Pikmin 3 (2013) (D)
- Sing Party (2012)
- Splatoon (2015) (D)
- Star Fox Zero (2016)
- Super Mario 3D World (2013)
- Super Mario Maker (2015)
- Super Smash Bros. for Wii U (2014)
- The Legend of Zelda: Breath of the Wild (2017) (D)
- The Legend of Zelda: The Wind Waker HD (2013) (D)
- The Legend of Zelda: Twilight Princess HD (2016)
- The Wonderful 101 (2013)
- Tokyo Mirage Sessions ♯FE (2015)
- Wii Fit U (2013) (D)
- Wii Karaoke U by Joysound
- Wii Party U (2013)
- Wii Sports Club (2013)
- Xenoblade Chronicles X (2015)
- Yoshi's Woolly World (2015)

### Nintendo Switch
- 1-2-Switch (2017) (D)
- 51 Worldwide Games (2020) (D)
- Advance Wars 1+2: Re-Boot Camp (2023)
- Animal Crossing: New Horizons (2020) (D)
- Arms (2017) (D)
- Astral Chain (2019)
- Bayonetta (2018)
- Bayonetta 2 (2018)
- Bayonetta 3 (2022)
- BoxBoy! + BoxGirl! (2019)
- Buddy Mission Bond  (2021) (J)
- Cadence of Hyrule (2019)
- Captain Toad: Treasure Tracker (2018) (D)
- Cérébrale Académie : bataille de méninges (2021)
- Daemon X Machina (2019)
- Donkey Kong Country Returns HD (2025)
- Donkey Kong Country: Tropical Freeze (2018)
- Dragon Quest Builders 2 (2018)
- Everybody 1-2 Switch (2023) (D)
- Famicom Detective Club: The Missing Heir & Famicom Detective Club: The Girl Who Stands Behind (2021)
- Fire Emblem Engage (2023)
- Fire Emblem: Three Houses (2019)
- Fire Emblem Warriors (2017)
- Fire Emblem Warriors: Three Hopes (2022)
- Fitness Boxing (2018)
- Fitness Boxing 2 : Rhythm & Exercise (2020)
- Fitness Boxing 3 : Your Personal Trainer (2024)
- Flip Wars (2017)
- F-Zero 99 (2023)
- Go Vacation (2018)
- Good Job! (2020)
- Hyrule Warriors : L'Ère du Fléau (2020)
- Hyrule Warriors: Definitive Edition (2018)
- Jump Rope Challenge (2020) (D)
- Kirby's Dream Buffet (2022)
- Kirby's Return To Dream Land Deluxe (2023)
- Kirby Star Allies (2018)
- Kirby et le monde oublié (2022)
- Kirby Fighters 2 (2020)
- L'Aventure Layton : Katrielle et la Conspiration des millionnaires (2017)
- Légendes Pokémon : Arceus (2022)
- Légendes Pokémon : Z-A (2025)
- Le Retour de Détective Pikachu (2023)
- Luigi's Mansion 2 HD (2024)
- Luigi's Mansion 3 (2019)
- Mario + The Lapins Crétins: Kingdom Battle (2017)
- Mario + The Lapins Crétins: Sparks of Hope (2022)
- Mario et Luigi : L'Épopée fraternelle (2024)
- Mario et Sonic aux Jeux olympiques de Tokyo 2020 (2019)
- Mario Golf: Super Rush (2021)
- Mario Kart 8 Deluxe (2017) (D)
- Mario Kart Live: Home Circuit (2020)
- Mario Party Superstars (2021)
- Mario Strikers: Battle League Football (2022)
- Mario Tennis Aces (2018)
- Mario vs. Donkey Kong (2024) (Remake)
- Marvel Ultimate Alliance 3: The Black Order (2019)
- Metroid Dread (2021)
- Metroid Prime Remastered (2023)
- Metroid Prime 4: Beyond (2025)
- Miitopia (2021)
- New Pokémon Snap (2021)
- New Super Mario Bros. U Deluxe (2019) (D)
- Nintendo Labo - Toy-Con 01 : Multi-kit (2018) (D)
- Nintendo Labo - Toy-Con 02 : Kit robot (2018) (D)
- Nintendo Labo - Toy-Con 03 : Kit véhicules (2018) (D)
- Nintendo Labo - Toy-Con 04 : Kit VR (2019) (D)
- Nintendo Switch Sports (2022)
- Nintendo World Championships: NES Edition (2024)
- Paper Mario : La Porte Millénaire (2024) (Remake)
- Paper Mario: The Origami King (2020) (développé par Intelligent Systems)
- Part Time UFO (2020)
- Pikmin 1+2 (2023)
- Pikmin 3 Deluxe (2020)
- Pikmin 4 (2023)
- Pokémon Café ReMix (2020)
- Pokémon Champions (2026)
- Pokémon Diamant Étincelant et Perle Scintillante (2021)
- Pokémon Donjon Mystère : Équipe de secours DX (2020)
- Pokémon Écarlate et Violet (2022)
- Pokémon Épée et Bouclier (2019)
- Pokémon Let's Go, Pikachu et Let's Go, Évoli (2018)
- Pokémon Quest (2018)
- Pokkén Tournament DX (2017)
- Princess Peach: Showtime! (2024)
- Professeur Layton et le Nouveau Monde à vapeur (2025)
- Programme d’entraînement cérébral du Dr Kawashima pour Nintendo Switch (2020)
- Ring Fit Adventure (2019) (D)
- Rhythm Paradise Groove (2026)
- Snipperclips : Les deux font la paire (2017)
- Splatoon 2 (2017) (D)
- Splatoon 3 (2022) (D)
- Super Kirby Clash (2019)
- Super Mario 3D All-Stars (2020)
- Super Mario 3D World + Bowser's Fury (2021)
- Super Mario Bros. Wonder (2023)
- Super Mario Bros. 35 (2020)
- Super Mario Maker 2 (2019) (D)
- Super Mario Odyssey (2017) (D)
- Super Mario Party (2018)
- Super Mario Party Jamboree (2024)
- Super Mario RPG (2023) (Remake)
- Super Smash Bros. Ultimate (2018)
- The Legend of Zelda: Breath of the Wild (2017) (D)
- The Legend of Zelda: Echoes of Wisdom (2024)
- The Legend of Zelda: Link's Awakening (2019) (Remake)
- The Legend of Zelda: Skyward Sword HD (2021)
- The Legend of Zelda: Tears of the Kingdom (2023) (D)
- Tokyo Mirage Sessions #FE Encore (2020)
- Tomodachi Life : Une vie de rêve (2026)
- WarioWare: Get It Together! (2021)
- WarioWare: Move It! (2023)
- Xenoblade Chronicles 2 (2017)
- Xenoblade Chronicles 2: Torna – The Golden Country (2018)
- Xenoblade Chronicles 3 (2022)
- Xenoblade Chronicles Definitive Edition (2020)
- Xenoblade Chronicles X Definitive Edition (2025)
- Yoshi's Crafted World (2019)

### Nintendo Switch 2
- Donkey Kong Bananza (2025)
- Hyrule Warriors : Les Chroniques du sceau (2025)
- Kirby Air Riders (2025)
- Kirby et le monde oublié (2025)
- Légendes Pokémon : Z-A (2025)
- Mario Kart World (2025)
- Metroid Prime 4: Beyond (2025)
- Pokémon Champions (2026)
- Super Mario Party Jamboree (2025)
- The Legend of Zelda: Breath of the Wild (2025)
- The Legend of Zelda: Tears of the Kingdom (2025)
- Tomodachi Life : Une vie de rêve (2026)

## Consoles portables

### Silver
- Ball - 1980
- Flagman - 1980
- Vermin - 1980
- Fire - 1980
- Judge - 1980

### Gold
- Manhole - 1981
- Helmet - 1981
- Lion - 1981

### Widescreen
- Parachute - 1981
- Octopus - 1981
- Popeye - 1981
- Chef - 1981
- Mickey Mouse - 1981
- Egg - 1981
- Fire - 1981
- Turtle Bridge - 1982
- Fire Attack - 1982
- Snoopy Tennis - 1982

### New Widescreen
- Donkey Kong Jr. - 1982
- Mario's Cement Factory - 1983
- Manhole - 1983
- Tropical Fish - 1985
- Super Mario Bros. - 1988
- Climber - 1988
- Balloon Fight - 1988
- Mario the Juggler - 1991

### Multiscreen
- Oil Panic - 1982
- Donkey Kong - 1982
- Mickey & Donald - 1982
- Green House - 1982
- Donkey Kong II - 1983
- Mario Bros. - 1983
- Rain Shower - 1983
- Life Boat - 1983
- Pinball - 1983
- Black Jack - 1985
- Squish - 1986
- Bombsweeper - 1987
- Safebuster - 1988
- Gold Cliff - 1988
- Zelda - 1989

### Tabletop
- Donkey Kong Jr. - 1983
- Mario's Cement Factory - 1983
- Snoopy - 1983
- Popeye - 1983

### Panorama
- Snoopy - 1983
- Popeye - 1983
- Donkey Kong Jr. - 1983
- Mario's Bombs Away - 1983
- Mickey Mouse - 1984
- Donkey Kong Circus - 1984

### SuperColor
- Spitball Sparky - 1984
- Crab Grab - 1984

### Micro VS.
- Boxing - 1984
- Donkey Kong 3 - 1984
- Donkey Kong Hockey - 1984

### Crystal Screen
- Super Mario Bros. - 1986
- Climber - 1986
- Balloon Fight - 1986

### Autres
- Game & Watch: Super Mario Bros. - 2020
- Game & Watch: The Legend of Zelda - 2021

### Game BoyetGame Boy Color
- Adventures of Lolo (1994)
- Alleyway (1989)
- Balloon Kid (1990)
- Bionic Commando: Elite Forces
- Bomberman GB (1994)
- Card Hero (J)
- Conker's Pocket Tales (1999)
- Donkey Kong (1994)
- Donkey Kong Land (1995)
- Donkey Kong Land 2 (1996)
- Donkey Kong Land III (1997)
- F-1 Race (1990)
- Game & Watch Gallery (1997)
- Game & Watch Gallery 2 (1997)
- Game & Watch Gallery 3 (1999)
- Game Boy Gallery (1995)
- Golf
- Kaeru no Tame ni Kane wa Naru (1992) (J)
- Kid Icarus: Of Myths and Monsters (1991)
- Kirby's Block Ball (1995)
- Kirby's Dream Land (1992)
- Kirby's Dream Land 2 (1995)
- Kirby's Pinball Land (1993)
- Kirby Tilt 'n' Tumble (2000)
- Kirby's Star Stacker (1997)
- The Legend of Zelda: Link's Awakening (1993) (D)
- The Legend of Zelda: Link's Awakening DX (1998) (D)
- The Legend of Zelda: Oracle of Ages (2001)
- The Legend of Zelda: Oracle of Seasons (2001)
- Metroid II: Return of Samus (1994)
- Mole Mania (1996)
- NBA 3 on 3 Featuring Kobe Bryant
- Pocket Bomberman (1997)
- Pokémon Rouge et Bleu (1998)
- Pokémon Jaune (1998)
- Pokémon Cristal (2000)
- Pokémon Or et Argent (1999)
- Pokémon Pinball (1999)
- Pokémon Puzzle Challenge (2000)
- Pokémon Trading Card Game (1998)
- Super Mario Bros. Deluxe (1999) (D)
- Super Mario Land (1989)
- Super Mario Land 2: 6 Golden Coins (1992)
- Solar Striker (1990)
- Tetris (1989)
- Tetris Attack (1996)
- Tetris Blast (1995)
- Tetris DX (1998)
- Tetris Plus (1990)
- Wario Blast: Featuring Bomberman! (1994)
- Wario Land: Super Mario Land 3 (1994)
- Wario Land II (1998)
- Wario Land 3 (2000)
- Wave Race (1992)
- Yakuman (J)

### Virtual Boy
- 3D Tetris (1996)
- Galactic Pinball (1995)
- Golf (1995)
- Mario Clash (1995)
- Mario's Tennis (1995)
- Nester's Funky Bowling (1996)
- Panic Bomber (1995)
- Red Alarm (1995)
- Teleroboxer (1995)
- Vertical Force (1995)
- Virtual Boy Wario Land (1995)

### Game Boy Advance
- Advance Wars (2001)
- Advance Wars 2: Black Hole Rising (2003)
- Classic NES Series: Bomberman
- Classic NES Series: Castlevania
- Classic NES Series: Donkey Kong
- Classic NES Series: Dr. Mario
- Classic NES Series: Excitebike
- Classic NES Series: Ice Climber
- Classic NES Series: The Legend of Zelda
- Classic NES Series: Metroid
- Classic NES Series: Pac-Man
- Classic NES Series: Super Mario Bros.
- Classic NES Series: Xevious
- Classic NES Series: Zelda II: The Adventure of Link
- Custom Robo GX (2002)
- Densetsu no Starfy (J)
- Densetsu no Starfy 2 (J)
- Densetsu no Starfy 3 (J)
- Disney's Magical Quest Starring Mickey and Minnie (2002)
- DK: King of Swing (2005)
- Donkey Kong Country (2003)
- Donkey Kong Country 2 (2004)
- Donkey Kong Country 3 (2005)
- Drill Dozer (2005)
- Dr. Mario & Puzzle League (2005)
- Dynasty Warriors Advance (2005)
- Famicom Mini: Adventure Island (J)
- Famicom Mini: Balloon Fight (J)
- Famicom Mini: Clu Clu Land (J)
- Famicom Mini: Dig Dug (J)
- Famicom Mini: Famicom Mukashibanashi: Shin Onigashima (J)
- Famicom Mini: Famicom Tantei Club Part II: Ushiro ni Tatsu Shōjo (J)
- Famicom Mini: Famicom Tantei Club: Kieta Koukeisha (J)
- Famicom Mini: Ganbare Goemon! Karakuri Douchuu (J)
- Famicom Mini: Ghosts'n Goblins (J)
- Famicom Mini: Kid Icarus (J)
- Famicom Mini: Mappy (J)
- Famicom Mini: Mario Bros. (J)
- Famicom Mini: Nazo no Murasamejo (J)
- Famicom Mini: Star Soldier (J)
- Famicom Mini: Super Mario Bros. 2 (J)
- Famicom Mini: TwinBee (J)
- Famicom Mini: Wrecking Crew (J)
- F-Zero: Climax (2004)
- F-Zero: GP Legend (2003)
- F-Zero: Maximum Velocity (2001)
- Final Fantasy I and II: Dawn of Souls (2004)
- Final Fantasy IV Advance (2005)
- Final Fantasy V Advance (2006)
- Final Fantasy VI Advance (2006)
- Final Fantasy Tactics Advance (2003)
- Fire Emblem: The Binding Blade (2002) (J)
- Fire Emblem: The Blazing Blade (2003)
- Fire Emblem: The Sacred Stones (2004)
- Game & Watch Gallery 4 (2002)
- Golden Sun (2001)
- Golden Sun: The Lost Age (2002)
- Hamtaro: Ham-Ham Games
- Hamtaro: Ham-Ham Heartbreak
- Hamtaro: Rainbow Rescue
- Kingdom Hearts: Chain of Memories (2004)
- Kirby and the Amazing Mirror (2004)
- Kirby: Nightmare in Dream Land (2002)
- Kuru Kuru Kururin (2001)
- Kururin Paradise (2002) (J)
- The Legend of Zelda: A Link to the Past / Four Swords (2002)
- The Legend of Zelda: The Minish Cap (2004)
- Magical Vacation (2001) (J)
- Mario and Luigi: Superstar Saga (2003)
- Mario Golf: Advance Tour (2004)
- Mario Kart Super Circuit (2001)
- Mario Party Advance (2005)
- Mario Tennis: Power Tour (2005)
- Mario vs. Donkey Kong (2004)
- Metroid: Fusion (2002)
- Metroid: Zero Mission (2004)
- Mother 1 + 2 (J) (2003)
- Mother 3 (J) (2006)
- Pokémon Émeraude (2004)
- Pokémon Rouge Feu et Vert Feuille (2004)
- Pokémon Donjon Mystère - Équipe de secours rouge (2005)
- Pokémon Pinball : Rubis et Saphir (2003)
- Pokémon Rubis et Saphir (2002)
- Rhythm Tengoku (2006) (J)
- Super Mario Advance (2001)
- Super Mario World: Super Mario Advance 2 (2001)
- Yoshi's Island: Super Mario Advance 3 (2002)
- Super Mario Advance 4: Super Mario Bros. 3 (2003)
- Super Mario Ball (2004)
- Sword of Mana (2003)
- Tales of Phantasia (2003)
- Tomato Adventure (J)
- Top Gear Rally (2003)
- Wario Land 4 (2001)
- WarioWare, Inc.: Mega Microgame$ (2003)
- WarioWare: Twisted! (2004)
- Yoshi's Universal Gravitation (2004)

### Nintendo DS
- 42 jeux indémodables (2005)
- Advance Wars: Dark Conflict (2008)
- Advance Wars: Dual Strike (2005) (D)
- Animal Crossing: Wild World (2005) (D)
- Another Code : Mémoires doubles (2005) (développé par Cing)
- Art Academy (2009)
- Big Brain Academy (2007) (D)
- Chibi-Robo! Park Patrol (2007)
- Children of Mana (2007)
- Custom Robo Arena (2006)
- Daigasso! Band Brothers (2004) (J)
- Diddy Kong Racing DS (2007)
- DK Jungle Climber (2007)
- Electroplankton (2005)
- Elite Beat Agents (2006)
- Fire Emblem: Shadow Dragon (2008)
- Fire Emblem: New Mystery of the Emblem (2010) (J)
- Hotel Dusk: Room 215 (2007)
- Jet Impulse (J)
- Jump Superstars (2005) (J)
- Kirby: Canvas Curse (2005)
- Kirby Mass Attack (2011)
- Kirby Super Star Ultra (2008)
- Kirby Squeak Squad (2006)
- Magical Starsign (2006)
- Magnetica (2006)
- Mario et Luigi : Les Frères du temps (2005) (D)
- Mario et Luigi : Voyage au centre de Bowser (2009) (D)
- Mario et Sonic aux Jeux olympiques (2008)
- Mario et Sonic aux Jeux olympiques d'hiver (2009)
- Mario Slam Basketball (2006)
- Mario Kart DS (2005) (D)
- Mario vs. Donkey Kong 2 : La Marche des Mini (2006) (D)
- Mario vs. Donkey Kong : Le Retour des Mini ! (2009)
- Mario vs. Donkey Kong : Pagaille à Mini-Land ! (2010)
- Mario Party DS (2007)
- Meteos (2005)
- Metroid Prime Pinball (2005)
- Metroid Prime: Hunters (2006) (D)
- New Super Mario Bros. (2006) (D)
- Nintendo Touch Golf: Birdie Challenge (2005)
- Nintendogs: Best Friends Edition (D)
- Nintendogs: Chihuahua & Friends (D)
- Nintendogs: Dachshund & Friends (D)
- Nintendogs: Dalmatian & Friends (D)
- Nintendogs: Lab & Friends (D)
- Nintendogs: Shiba & Friends (J)
- Pokémon Conquest (2012)
- Pokémon Dash (2005)
- Pokémon Diamant et Perle (2006)
- Pokémon Platine (2008)
- Pokémon Donjon Mystère - Équipe de secours bleue (2005)
- Pokémon Donjon Mystère : Explorateurs de l'ombre et Explorateurs du temps (2007)
- Pokémon Donjon Mystère : Explorateurs du ciel (2009)
- Pokémon Link! (2005)
- Pokémon Ranger (2006)
- Pokémon Ranger : Nuit sur Almia (2008)
- Pokémon Ranger : Sillages de lumière (2010)
- Pokémon Noir et Blanc (2010)
- Pokémon Noir et Blanc 2 (2012)
- Pokémon Or HeartGold et Argent SoulSilver (2009)
- Polarium (2004) (D)
- Professeur Layton et l'Étrange Village (2007)
- Professeur Layton et la Boîte de Pandore (2007)
- Professeur Layton et le Destin Perdu (2008)
- Professeur Layton et l'Appel du Spectre (2009)
- Programme d'entraînement cérébral du Dr Kawashima : Quel âge a votre cerveau ? (2005)
- Programme d'entraînement cérébral avancé du Dr Kawashima : Quel âge a votre cerveau ? (2005)
- Rhythm Paradise (2008)
- Star Fox Command (2006)
- Sudoku Master (2006)
- Super Mario 64 DS (2004) (D)
- Super Princess Peach (2005)
- Tenchu: Dark Secret (2006)
- Tetris DS (2006) (D)
- The Legend of Zelda: Phantom Hourglass (2007) (D)
- The Legend of Zelda: Spirit Tracks (2009) (D)
- Trace Memory
- Wario: Master of Disguise (2007)
- WarioWare: D.I.Y. (2009)
- WarioWare: Snapped! (2008)
- WarioWare: Touched! (2004) (D)
- Yakuman DS (J)
- Yakuman Wifi (J)
- Yoshi's Island DS (2006)
- Yoshi Touch and Go (2005) (D)

### Nintendo 3DS
- Animal Crossing: Happy Home Designer (2015)
- Animal Crossing: New Leaf (2012)
- BoxBoy! (2015)
- BoxBoxBoy! (2016)
- Bye-Bye BoxBoy! (2017)
- Calchobit (J)
- Captain Toad: Treasure Tracker (2018)
- Chibi-Robo! Let's Go, Photo!
- Chibi-Robo! Zip Lash
- Code Name: S.T.E.A.M. (2015)
- Crosswords Plus (en Amérique du Nord seulement)
- Culdcept (2012) (J)
- Dedede's Drum Dash Deluxe (2014)
- Donkey Kong Country Returns 3D (2013)
- Dr. Mario: Miracle Cure (2015)
- Ever Oasis (2017)
- Fantasy Life (2012) (en Occident)
- Fire Emblem Awakening (2012)
- Fire Emblem Echoes: Shadows of Valentia (2017)
- Fire Emblem Fates (2015)
- Flora and Fauna 3D Field Guide (J)
- Freakyforms : Vos créations prennent vie ! (2011) (en Amérique du Nord et Europe seulement)
- Hey! Pikmin (2017)
- Hyrule Warriors Legends (2016)
- Kid Icarus: Uprising (2012)
- Kirby Battle Royale (2017)
- Kirby's Blowout Blast (2017)
- Kirby's Extra Epic Yarn (2019)
- Kirby Fighters Deluxe (2015)
- Kirby: Planet Robobot (2016)
- Kirby: Triple Deluxe (2014)
- L'Infernal Programme d'entraînement cérébral du Dr Kawashima : Pouvez-vous rester concentré ? (2012) (D)
- Lego City Undercover: The Chase Begins (2013)
- LBX: Little Battlers eXperience (en Occident)
- Luigi's Mansion (2018)
- Luigi's Mansion 2 (2013) (D)
- Mario and Donkey Kong: Minis on the Move (2013)
- Mario vs. Donkey Kong: Tipping Stars (2015)
- Mario and Luigi: Dream Team Bros. (2013)
- Mario and Luigi: Paper Jam Bros. (2015)
- Mario and Luigi: Superstar Saga + Les Sbires de Bowser (2017)
- Mario et Luigi: Voyage au centre de Bowser + L'Épopée de Bowser Jr. (2018)
- Mario et Sonic aux Jeux olympiques de Londres 2012 (2012)
- Mario et Sonic aux Jeux olympiques de Rio 2016 (2016)
- Mario Golf: World Tour (2014)
- Mario Kart 7 (2011) (D)
- Mario Party: Island Tour (2013)
- Mario Party: Star Rush (2016)
- Mario Party: The Top 100 (2017)
- Mario Sports Superstars (2017)
- Mario Tennis Open (2012)
- Metroid: Samus Returns (2017)
- Metroid Prime: Federation Force (2016)
- Mini-Mario and Friends: Amiibo Challenge (2016)
- New Art Academy (2012)
- New Super Mario Bros. 2 (2012) (D)
- Nintendogs + Cats (2011) (D)
- Nintendo Pocket Football Cup (D)
- Paper Mario: Sticker Star (2012)
- Pilotwings Resort (2011)
- Poochy & Yoshi's Woolly World (2017)
- Pokémon Art Academy (2014)
- Pokémon : Donjon mystère - Les Portes de l'infini (2012)
- Pokémon Link: Battle! (2014)
- Pokémon Rubis Oméga et Saphir Alpha (2014)
- Pokémon X et Y (2013)
- Pokémon Soleil et Lune (2016)
- Pokémon Ultra-Soleil et Ultra-Lune (2017)
- Pokémon Rumble World (2015)
- Pokémon Shuffle (2015)
- Pokémon Méga Donjon Mystère (2015)
- Professeur Layton et le Masque des miracles (2011)
- Professeur Layton et l'Héritage des Aslantes (2013)
- Professeur Layton vs. Phoenix Wright: Ace Attorney (2012)
- Rhythm Paradise Megamix (2015)
- Spirit Camera : Le Mémoire maudit (2012)
- Star Fox 64 3D (2011) (D)
- Steel Diver (2011) (D)
- Style Savvy: Trendsetters
- Super Mario 3D Land (2011) (D)
- Super Mario Maker for Nintendo 3DS (2016)
- Super Pokémon Rumble (2011)
- Super Smash Bros. for 3DS (2014)
- Team Kirby Clash Deluxe (2017)
- Tetris: Axis (2011) (en Amérique du Nord uniquement)
- The Legend of Zelda: Majora's Mask 3D (2015)
- The Legend of Zelda: Ocarina of Time 3D (2011) (D)
- The Legend of Zelda: A Link Between Worlds (2013) (D)
- The Legend of Zelda: Tri Force Heroes (2015)
- Tomodachi Life (2013)
- WarioWare Gold (2018)
- Xenoblade Chronicles 3D (2015)
- Yo-kai Watch (en Occident)
- Yo-kai Watch 2: Esprits farceurs (en Occident)
- Yo-kai Watch 2: Fantômes bouffis (en Occident)
- Yo-kai Watch 2: Spectres psychiques (en Occident)
- Yo-kai Watch 3 (en Occident)
- Yo-kai Watch Blasters: L’Escadron du Chien Blanc (en Occident)
- Yo-kai Watch Blasters: Peloton du Chat Rouge (en Occident)
- Yoshi's New Island (2014)

## Adobe Flash
- Chick Chick Boom
- UPIXO in Action: Mission in Snowdriftland